# 2001 en Belgique
Chronologie de la Belgique
- 1997
- 1998
- 1999
- 2000
- 2001
- 2002
- 2003
- 2004
- 2005

Cette page recense des événements qui se sont produits durant l'année 2001 en Belgique.

## Chronologie

### Janvier 2001
- 1er janvier : à la suite de la réforme des polices, la gendarmerie et autres corps de police existants disparaissent au profit de la police intégrée à deux niveaux (police fédérale et police locale).

### Mars 2001
- 27 mars : collision frontale entre un train de voyageurs et une rame roulant à contre-sens, en gare de Pécrot (Brabant wallon). Cet accident fait huit morts et douze blessés.

### Juillet 2001
- 1er juillet : la Belgique préside le Conseil de l'Union européenne pour une durée de six mois.

### Septembre 2001

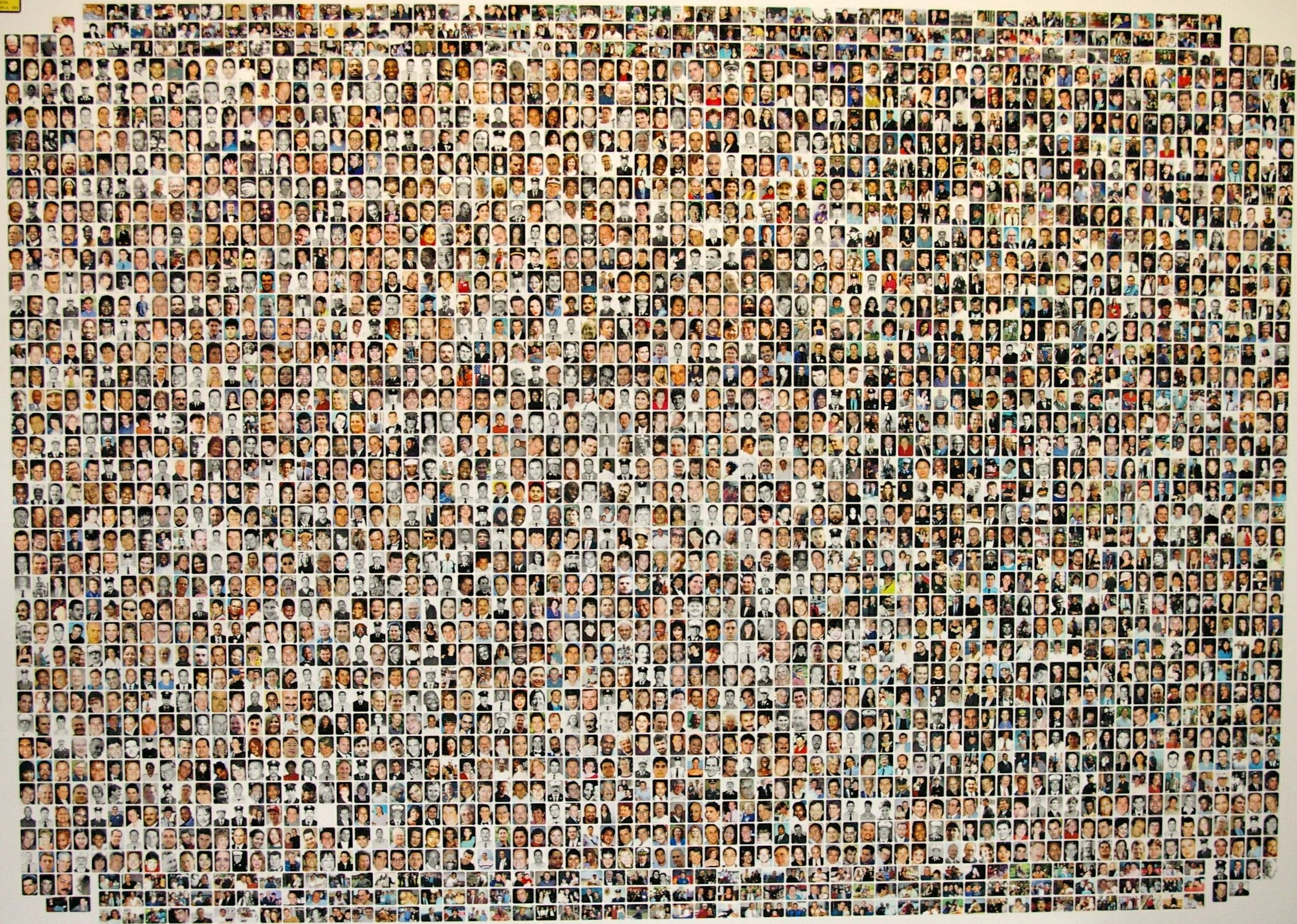
Les victimes innocents des Attentats du 11 septembre 2001
(92 victimes manquants).

- Sur les 2.977 victimes des Attentats du 11 septembre 2001, 310 étaient de nationalité étrangère dont une victime Belge, Patrice Braut[1].

### Novembre 2001

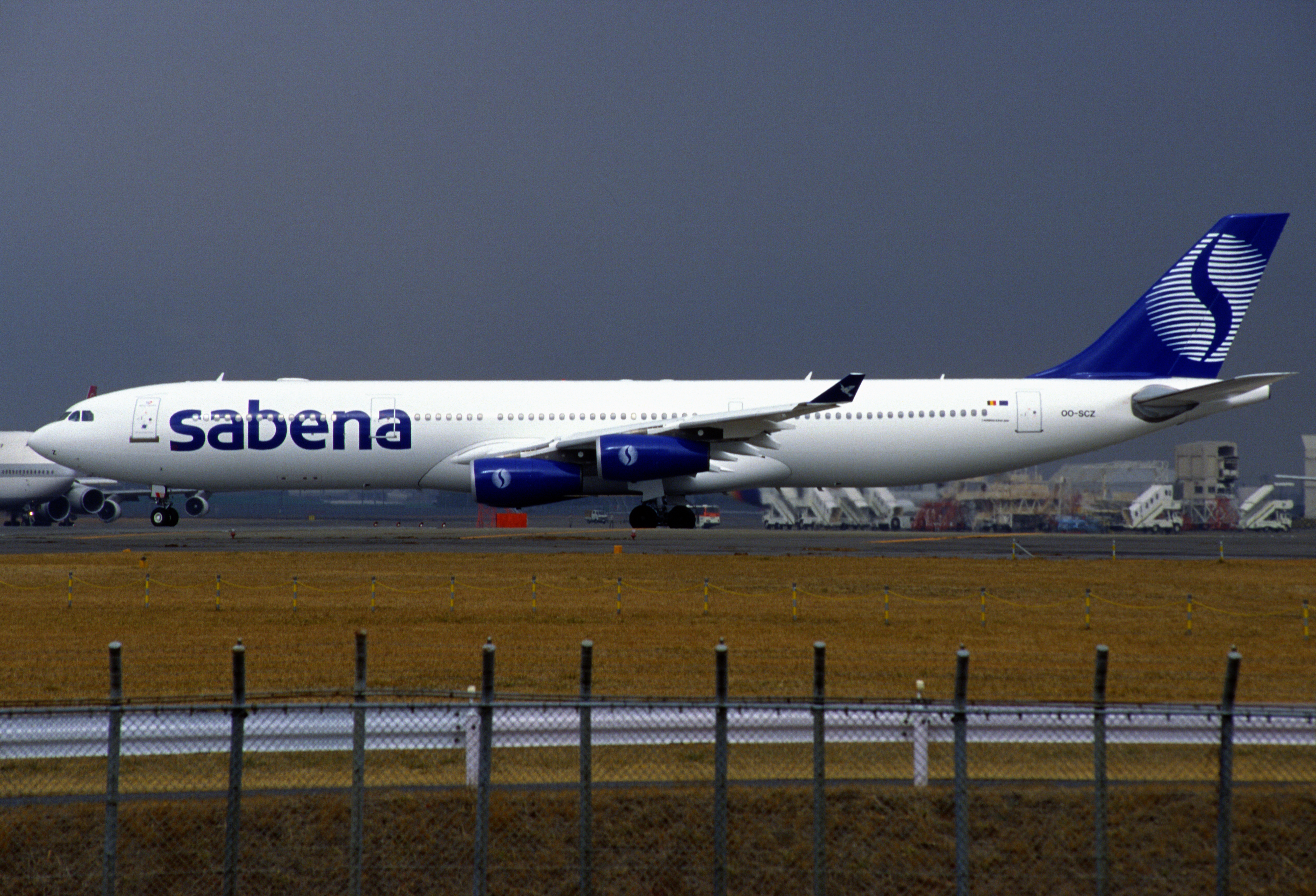
La Sabena opère son dernier vol le 7 novembre, avant d'être déclarée en faillite.

- 7 novembre : dernier vol de la compagnie aérienne porte-drapeau de la Belgique: la Sabena, fondée en 1923 et qui sera déclarée en faillite le lendemain[2].
- 16 novembre : le Parlement reconnaît la responsabilité morale de la Belgique dans l'assassinat de Patrice Lumumba, premier Premier ministre congolais.

### Décembre 2001
- 15 décembre : déclaration de Laeken.
- 21 décembre : Signature de l'arrêté royal mettant en œuvre la réforme de l'armée belge en la divisant en quatre composantes.

## Culture

### Littérature
- Prix Rossel : Thomas Gunzig, Mort d'un parfait bilingue (Au Diable Vauvert).

## Sciences
- Prix Francqui : Philippe Van Parijs (sciences humaines, UCL).

## Naissance en 2001
- 25 octobre : Élisabeth de Belgique

## Statistiques
- Population totale au 1er octobre 2001 : 10 296 350 habitants[3].